# 史提夫·羅瑟勒姆
史提夫·羅瑟勒姆（Steve Rotheram，1961年11月4日—）是一位英格蘭政治人物，他的黨籍是工黨。自2010年開始，他擔任利物浦沃爾頓選區選出的英國下議院議員。他也曾經擔任利物浦市長。